# 李文辉 (1923年)
李文辉（1923年7月—2012年10月16日），男，汉族，山西灵石人，中华人民共和国政治人物，曾任甘肃省劳动局局长、党组书记，甘肃省人大常委会秘书长、副主任。